# One (pjesma sastava Metallica)
"One" je pjesma američkog heavy metal sastava Metallica. Objavljena je kao treći i posljednji singl s četvrtog studijskog albuma "...And Justice for All" iz 1988. godine. Također je prvi Top 40 hit singl, a bila je na 35. mjestu ljestvice Billboard Hot 100 te na prvom mjestu ljestvice u Finskoj.
Godine 1990. pjesma je postala prva koja je osvojila nagradu Grammy u metal kategoriji. Pjesma je jedna od najpopularnijih pjesama sastava te ju redovito sviraju na svakom koncertu. Pjesma je također najsviranija s albuma "...And Justice for All".
Videspot za pjesmu objavljen je u siječnju 1989. godine na MTV-ju. Govori kako se vojnik iz Prvog svjetskog rata koji je bio slijep, nepokretan i u nemogućnosti govoriti vratio iz rata kako bi umro u miru. Jedina mu je nada bila da smisli način kako komunicirati s osobljem bolnice. Videospot je snimljen u crno-bijeloj tehnici, te su korišteni isječci iz filma Johnny je krenuo u rat.